# Värdepapperisering
Värdepapperisering (av krediter), utgivande av värdepapper grundade i kassaflödet från en tillgång (till exempel en kreditfordran). Värdepapperisering (securitization på engelska) har ökat i popularitet under de senaste årtionden, även om den grundläggande processen att omvandla olika former av tillgångar till finansiella instrument har en mycket lång historia. Vanligtvis brukar starten för den moderna värdepapperiseringen förläggas till USA på 1970-talet och i samma anda tillskrivs värdepapperiseringen en viktig del i den Finanskrisen 2007–2008.

## Hypoteksinstitut som ger ut obligationer
- Överflyttning av kreditvolymer från kreditinstituten till värdepappersmarknaderna.
- Den innebär att relativt homogena tillgångar med förutsägbara betalningsflöden omvandlas till obligationer eller andra lätt omsättningsbara värdepapper.
- Exempel: Hypoteksinstitut eller bostadskreditinstitut lånar ut medel till fastighetsköp och finansierar denna utlåning genom att ge ut bostadsobligationer på värdepappersmarknaden.

## Exempel från England
Värdepapperisering av hypotekslån i England: Ett ursprungligt låneinstitut lånar ut pengar för bostadsköp, och innehar således en stor portfölj fordringar (med säkerhet i fastigheterna). Låneinstitutet överför en portfölj av fordringar till ett separat nybildat bolag (ett specialbolag), som är helt fristående från låneinstitutet. 
Specialbolaget emitterar i sin tur värdepapper till investerare. Investerarna får därefter rätten till hela det kasseflöde som hör ihop med fordringarna (d.v.s. i detta fall räntebetalningar samt amorteringar). Dessutom försäkrar man sig på olika sätt mot risken att låntagarna inte betalar sina lån, med olika kreditsäkerhetsarrangemang.

## Motiv för värdepapperisering
Ett motiv för värdepapperisering är att ett finansiellt företag kan sälja tillgångar som kräver kapitaltäckning till någon som inte omfattas av kravet. (En viss andel av tillgångar skall motsvaras av en kapitalbas bestående bl.a. av eget kapital.) Ett annat motiv är förbättrad riskhantering. Ett finansiellt företag gör sig gärna av med fordringar som har en riskexponering som avviker från övriga fordringar. Att bättre kunna attrahera investerare är också ett motiv för värdepapperisering.